# Рогович Микола Опанасович
Мико́ла Рого́вич (10 грудня 1855, Прилуцький повіт, нині Чернігівська область — 17 червня 1913, Зонбаден, Німеччина), член ради Катеринославської «Просвіти», громадський діяч і лікар, професор медицини, син Опанаса Роговича.

## Життєпис

Диплом про присвоєння Миколі Роговичу ступеня доктора медицини. 29 листопада 1885 р.

Походив з сім’ї дідича Прилуцького повіту. Батько Опанас Рогович, за архівними матеріалами управління Київського учбового округу, — професор ботаніки Київського університету був збіднілим дворянином Стародубсько-го повіту Чернігівської губернії, багато працював над збиранням народних назв рослин української природи. Спільно з братами Опанас володів 15 душами селян. Він був одружений з дочкою штаб-ротмістра Уляною Яківною Бо-гаєвською і від цього шлюбу мав сина Миколу та дочок Лідію (1857) і Софію (1867).
У 1880 Р. закінчив медичний факультет Київського університету зі ступенем лікаря. Був асистентом професора Володимира Томси, потім Сергія Чир'єва. 
Учень Григорія Мінха. Відкрив явище псевдомоторної іннервації (контрактура Роговича).
29 листопада 1885 медичним факультетом Київського університету був удостоєний ступеня доктора медицини після успішного захисту дисертації «До вчення про псевдомоторну дію судинно розширюючих нервів». До 1890 — приват-доцент Київського університету. Потім переїхав до Томська, де 1 квітня 1890 був затверджений на посаді екстраординарного професора по кафедрі хірургічної патології і хірургічної факультетської клініки.
Від 21 квітня 1895 — ординарний професор по кафедрі хірургічної патології і хірургічної факультетської клініки. Читав лекції з хірургічної патології і терапії. За спогадами проф. В. М. Миша, завдяки йому студентам завжди надавалася можливість активної участі у житті хірургічної клініки. У 1891 — 1909 очолював хірургічну факультетську клініку з моменту її відкриття.
У клініці, одній з перших у Російській імперії, були впроваджені асептика і антисептика. Рогович здебільшого займався практичною роботою і його наукова спадщина невелика. Він брав активну участь у роботі Товариства природознавців і лікарів, головою якого він обирався в 1893. Неодноразово з науковою метою виїздив за кордон. 2 жовтня 1907 був виключений зі штату професорів Томського університету за вислугою років на пенсію. 

### Повернення в Україну і діяльність у Катеринославському товаристві «Просвіта»

Закордонний паспорт Миколи Роговича.

Після виходу у відставку (1909) вирішив повернутися в Україну. Другим шлюбом був одружений з дочкою спадкового почесного громадянина — Єлизаветою Гадаловою.
Купивши місце у Катеринославі, за своїм смаком збудував тут будинок. Особняк професора медицини Роговича знаходився по вул. Крутогірній (нині — вул. Ро-гальова, 3). Фасадом він виходив на вулицю. Так здійснилася його давня мрія про свій затишний куточок на рідній Україні. У Другу світову війну будинок зруйновано. До нашого часу за цією адресою зберігся дворовий корпус і залишки фонтану перед двоповерховим будинком.
На засіданні Катеринославської ученої архівної комісії 14 листопада 1909 Д. Яворницький запропонував обрати професора Роговича членом комісії. На тому ж засіданні обраний. Затверджений членом Катеринославської «Просвіти» на загальних зборах товариства 26 вересня 1911. Того ж дня обраний членом ради товариства.
У Катеринославі Рогович без жодної платні взяв посаду хірурга лікарні Червоного Хреста, бо звичка до праці вимагала щоденної роботи. Також він входив до складу міської санітарно-виконавчої комісії з питання про заходи боротьби з холерою.
На засіданні 25 червня 1910 «комісія одноголосно ухвалила: просити М. О. Роговина по змозі у найближчий час збудувати на базарах поливні і розбірні крани, причому вода для пиття кружками і відрами має відпускатися безплатно». («Южная заря». — 1910. — 27 червня).
Тим літом у Катеринославі побував визнаний фахівець, один з фундаторів вітчизняної наукової епідеміології професор Данило Заболотний (1866–1929), згодом президент Всеукраїнської Академії наук. Його приїзд був пов'язаний з епідемією холери і професор Рогович тісно співпрацював з Заболотним.
Як українець, професор Рогович вірив, що український народ зможе вибороти собі право на самостійне культурне існування, дуже цікавився справами просвітнього руху. Він придбав славу, особливо серед катеринославської бідноти, не лише досвідченого лікаря, але й доброї, з чуйним серцем людини. Та недовго судилося професору тішитися вигодами спокійного життя.
У грудні 1911 року після якоїсь хвороби, яка перебігала з гарячкою, він занедужав на запалення легенів, хвороба виявила значні хиби серця. Після трьох-чотирьох місяців хвороби, трохи одужавши, продав усе своє майно та виїхав за кордон у Німеччину з метою лікуватися і назавжди там жити. Писав звідти листи, повні смутку та журби за рідною країною.
Від початку травня 1913 року, очевидно, почувався гірше, бо знайомі перестали отримувати від нього листи. Звістка про смерть професора надійшла від меншого сина небіжчика — адвоката Сергія. Катеринославські просвітяни цінували Роговича як щиру людину і невтомного працівника.